# Os Dez Mandamentos
Os Dez Mandamentos (Les Dix Commandements) est une telenovela brésilienne diffusée entre le 23 mars 2015 et le 4 juillet 2016 sur RecordTV,,.

## Acteurs et personnages

### Saison 1
| Acteur/Actrice        | Personnage   |
| --------------------- | ------------ |
| Guilherme Winter      | Moisés       |
| Sérgio Marone         | Ramsés       |
| Camila Rodrigues      | Nefertari    |
| Giselle Itié          | Zípora       |
| Petrônio Gontijo      | Arão         |
| Gabriela Durlo        | Eliseba      |
| Giuseppe Oristânio    | Paser        |
| Benvindo Sequeira     | Baruk        |
| Eduardo Lago          | Disebek      |
| Lisandra Souto        | Amália       |
| Luciano Szafir        | Meketre      |
| Sidney Sampaio        | Oseias/Josué |
| Vitor Hugo            | Corá         |
| Juliana Didone        | Leila        |
| Felipe Cardoso        | Zelofeade    |
| Marcela Barrozo       | Betânia      |
| Babi Xavier           | Tais         |
| Nanda Ziegler         | Judite       |
| Victor Pecoraro       | Ikeni        |
| Rayana Carvalho       | Adira        |
| Tammy di Calafiori    | Ana          |
| Thierry Figueira      | Aníbal       |
| Pérola Faria          | Deborah      |
| Licurgo Spinola       | Num          |
| Roberta Santiago      | Karoma       |
| Maria Ceiça           | Nayla        |
| Paulo Reis            | Eldade       |
| Rafael Sardão         | Uri          |
| Renato Livera         | Simut        |
| Rocco Pitanga         | Jahi         |
| Jorge Pontual         | Menahem      |
| Kiko Pissolato        | Bakenmut     |
| Fernando Sampaio      | Gahiji       |
| Bruno Padilha         | Datã         |
| Sandro Rocha          | Abirão       |
| Bianka Fernandes      | Abigail      |
| Thaís Müller          | Jerusa       |
| Carlos Bonow          | Ahmós        |
| Brendha Haddad        | Inês         |
| Bernardo Velasco      | Eleazar      |
| Rodrigo Vidigal       | Calebe       |
| Kátia Moraes          | Bina         |
| Júlio Oliveira        | Chibale      |
| Jeniffer Setti        | Safira       |
| Aisha Jambo           | Radina       |
| Marco Antônio Gimenez | Nadabe       |
| Fábio Beltrão         | Aoliabe      |
| Anita Amizo           | Karen        |
| Erich Pelitz          | Jairo        |
| José Victor Pires     | Amenhotep    |
| Igor Cosso            | Bezalel      |

### Saison 2
| Acteur/Actrice        | Personnage  |
| --------------------- | ----------- |
| Guilherme Winter      | Moisés      |
| Giselle Itié          | Zípora      |
| Petrônio Gontijo      | Arão        |
| Francisca Queiroz     | Rainha Elda |
| Juliana Didone        | Leila       |
| Vitor Hugo            | Corá        |
| Daniel Alvim          | Rei Balaque |
| Marcela Barrozo       | Betânia     |
| Bianka Fernandes      | Abigail     |
| Renato Livera         | Simut       |
| Dudu Azevedo          | Zur         |
| Tammy di Calafiori    | Ana         |
| Felipe Cardoso        | Zelofeade   |
| Nina de Pádua         | Dorcas      |
| Rayana Carvalho       | Adira       |
| Igor Cosso            | Bezalel     |
| Brendha Haddad        | Inês        |
| Bernardo Velasco      | Eleazar     |
| Fernando Sampaio      | Gahiji      |
| Jorge Pontual         | Menahem     |
| Paulo Reis            | Eldade      |
| Pérola Faria          | Deborah     |
| Bruno Padilha         | Datã        |
| Talita Castro         | Libna       |
| Sandro Rocha          | Abirão      |
| Thaís Müller          | Jerusa      |
| Rodrigo Vidigal       | Calebe      |
| Aisha Jambo           | Radina      |
| Carolina Chalita      | Tânia       |
| Fábio Beltrão         | Aoliabe     |
| Roney Villela         | Rishon      |
| Jessika Alves         | Noemi       |
| Marco Antônio Gimenez | Nadabe      |
| Jeniffer Setti        | Safira      |
| Paulo Vilela          | Natan       |
| Júlio Oliveira        | Chibale     |
| Kátia Moraes          | Bina        |
| Ricardo Vandré        | Lemuel      |
| Anna Rita Cerqueira   | Yarin       |
| Henrique Gottardo     | Itamar      |
| Fran Maya             | Jaque       |
| Bruno Ahmed           | Quenaz      |
| Carolina Bezerra      | Aija        |
| Monalisa Eleno        | Siloé       |
| Robson Santos         | Oficial     |
| Talita Younan         | Damarina    |
| Ricardo Pavão         | Rei Seon    |
| Camila Santanioni     | Ada         |
| Daniel Siwek          | Abiú        |
| Bia Braga             | Dumá        |
| Daniel Mesquita       | Tales       |
| Brenda Sabryna        | Emma        |

## Diffusion
- RecordTV (2015–2016)
- Record Portugal
- TV Miramar
- Record Cabo Verde
- Record Angola
- Record Uganda
- Record Madagáscar
- Record Japão
- Record Europa
- TVN
- MundoMax
- Telemicro
- Teletica
- Telemetro
- Televisiete
- Teledoce
- TV Puls

### Sources
- (pt) Cet article est partiellement ou en totalité issu de l’article de Wikipédia en portugais intitulé « Os Dez Mandamentos (telenovela) » (voir la liste des auteurs).